# Nektariusz (Triezwinski)
Nektariusz, imię świeckie Niestor Konstantinowicz Triezwinski (ur. 1878 lub 1889 w Jackach lub w Kijowie, zm. 8 września 1937) – rosyjski biskup prawosławny, związany z Cerkwią katakumbową.

## Życiorys
Był synem kapłana prawosławnego. Ukończył seminarium duchowne w Kijowie (1908), a następnie Kijowską Akademię Duchowną (1915) z tytułem kandydata nauk teologicznych. W czasie studiów, w 1912, złożył wieczyste śluby mnisze i został wyświęcony na hieromnicha. Od 1915 do 1917 był kapelanem 1 turkiestańskiego pułku strzelców. Następnie osiedlił się w Ławrze św. Aleksandra Newskiego. Tam też w 1918 otrzymał godność archimandryty. Rok później został po raz pierwszy aresztowany, lecz szybko odzyskał wolność. W Ławrze przebywał do 1920, gdy został proboszczem parafii św. Katarzyny w Jamburgu. W 1921 ponownie był sądzony przez prezydium Czeka w Piotrogrodzie i skazany na rok pracy przymusowej oraz pozbawienie wolności. Zwolniony w styczniu 1922 na mocy amnestii, udał się do Ławry Pieczerskiej. Do Piotrogrodu wrócił jesienią tego samego roku i w 1924 objął obowiązki dziekana monasterów w eparchii petersburskiej.
3 czerwca 1924 w Ławrze św. Aleksandra Newskiego został wyświęcony na biskupa wieliskiego, wikariusza eparchii połockiej, jednak nigdy nie dotarł do tejże administratury, podpisał bowiem zobowiązanie do pozostania w mieście. W grudniu 1924 został biskupem jarańskim, wikariuszem eparchii wiackiej i słobodzkiej. Był zdecydowanym krytykiem ruchu Żywej Cerkwi. W maju 1925 został aresztowany w Jarańsku, skazany na trzy lata łagru i osadzony na Wyspach Sołowieckich. W obozie pracował jako rybak i stróż. Zwolniony w 1927, osiedlił się w Kazaniu. Rok później wypowiedział posłuszeństwo zastępcy locum tenens Patriarchatu Moskiewskiego metropolicie Sergiuszowi i związał się z Cerkwią katakumbową. Należał do nie wspominających skupionych wokół biskupa wiackiego Wiktora. W związku z tym został razem z nim suspendowany.
W 1930 został aresztowany i oskarżony o stworzenie organizacji kontrrewolucyjnej „Cerkiew Prawdziwie Prawosławna”, rekrutowanie do niej nowych członków. Przyznał się do nielegalnej organizacji nabożeństw w swoim mieszkaniu. Ponownie został zesłany do łagru na Wyspach Sołowieckich, gdzie nawiązał kontakt z uwięzionymi zwolennikami metropolity leningradzkiego Józefa. Następnie został przeniesiony do obozu w zachodnim Kazachstanie, w Gurjewie. W 1937 został w nim rozstrzelany.